# Ереван Юнайтед
Футбольный клуб «Ерева́н Юна́йтед» (арм. Ֆուտբոլային Ակումբ „Երևան Յունայթեդ“ Երևան) — армянский футбольный клуб из города Ереван, основанный в 2004 году.

## История
Клуб был основан в октябре 2004 года армянским бизнесменом из Австралии Тиграном Овивяном. Спустя несколько месяцев Овивян исчез из Армении, а клуб остался бесхозным.
Через некоторое время от Овивяна приходит весточка, что он в Австралии и скоро вернётся в Армению. Впрочем, в чемпионате Первой лиги команда благополучно стартовала и в итоговой таблице заняла 4-е место.
По регламенту Первой лиги напрямую в Премьер-лигу выходил только победитель, а клуб, занявший второе место, должен был сыграть переходный матч с командой Премьер-лиги, занявшей предпоследнее место.
Ереванский «Арарат» получил повышение напрямую, а «Гандзасар» в переходном матче проиграл «Шираку». В итоге исполком ФФА пошёл навстречу «Гандзасару» и «Ереван Юнайтед» при условии, что клубы предоставят финансовые гарантии.
Со стороны руководства «Ереван Юнайтед» гарантии были, однако они не были подтверждены действиями. Овивян в очередной раз покинул Армению. Со стороны ФФА последовало незамедлительное решение о снятии клуба с чемпионата.
В ноябре 2006 года Овивян вновь возрождает клуб, и на этот раз, по его словам, руководить им будет серьёзно, с перспективами. Однако в дальнейшем ни одно из сказанных слов не получило подтверждения, которого так ждали от Овивяна.
7 марта 2007 года стало известно о неучастии клуба в Кубке Армении и в чемпионате Первой лиги. От Овивяна в очередной раз не было известий, а финансовые ресурсы команды давно себя исчерпали.
В последующем письме он сообщил, что проблема финансирования не решалась из-за отсутствия спонсоров. Весь персонал и футболисты клуба остались безработными.
Клуб во второй раз в своей истории был расформирован. Это единственный случай в армянской истории, когда один и тот же клуб расформировывался дважды.

## Тренерский штаб
- Главный тренер —  Альберт Саркисян
- Ассистент —  Армен Багумян
- Тренер по физподготовке —  Сурен Бегоянц